# Ksenia Sobchak
Ksenia Anatolievna Sobchak, (em russo:  Ксе́ния Анато́льевна Собча́к, pronúncia russa: ['ksʲenʲɪjə ɐnɐ'tolʲɪvnə sɐpˈt͜ɕak], (Leningrado, União Soviética, 5 de Novembro de 1981), é uma política, apresentadora de TV, jornalista, socialite e atriz russa. Filha do "casal mais poderoso da Rússia" nos anos 1990, sua mãe é a senadora russa Ludmila Narusova e seu pai, o falecido Anatoli Sobchak, primeiro prefeito democraticamente eleito de São Petersburgo, cidade antes conhecida como Leningrado. Ksenia é membro da coordenação da oposição russa ao governo de Vladimir Putin, que, ironicamente, é considerado o afilhado político de seu pai Anatoli, que havia sido docente e reitor da Universidade de Leningrado, onde Putin estudou e iniciou sua atividade política.
Sobchak tornou-se conhecida do público em geral como anfitriã do reality show Dom-2 no canal russo TNT. Ela é apresentadora em um canal de TV independente, Dozhd. Pelo seu destaque na alta sociedade, Sobchak é conhecida como "Paris Hilton russa". Por sua fama, dinheiro e status, Ksenia Sobchak foi escolhida por uma revista russa como a solteira mais desejada pelos homens do país.
Sobchak foi candidata da Iniciativa Cívica para a eleição presidencial russa de 2018. Aos 36 anos, ela tornou-se a candidata presidencial russa mais jovem da história.

## Antecedentes e educação
Sobchak é a segunda filha do primeiro prefeito democraticamente eleito de São Petersburgo, Anatoli Sobchak e Ludmila Narusova, política russa. Sobchak descreveu a si mesma como sendo parte da herança judaica. Sobchak também revelou que ela e sua família sofreram antissemitismo.
Quando criança, frequentou a escola de balé ligada ao Teatro Mariinski e à escola de arte do Museu Hermitage. Em 1998, Sobchak deixou a escola anexa à Universidade de Herzen e se matriculou na Universidade Estadual de São Petersburgo (Departamento de Relações Internacionais). Em 2001, mudou-se para Moscou e se matriculou no programa de Relações Internacionais do Instituto Estatal de Relações Internacionais de Moscou. Em 2002, ela se matriculou em um programa de mestrado no departamento de política da mesma universidade.

## Carreira no Entretenimento

### Televisão

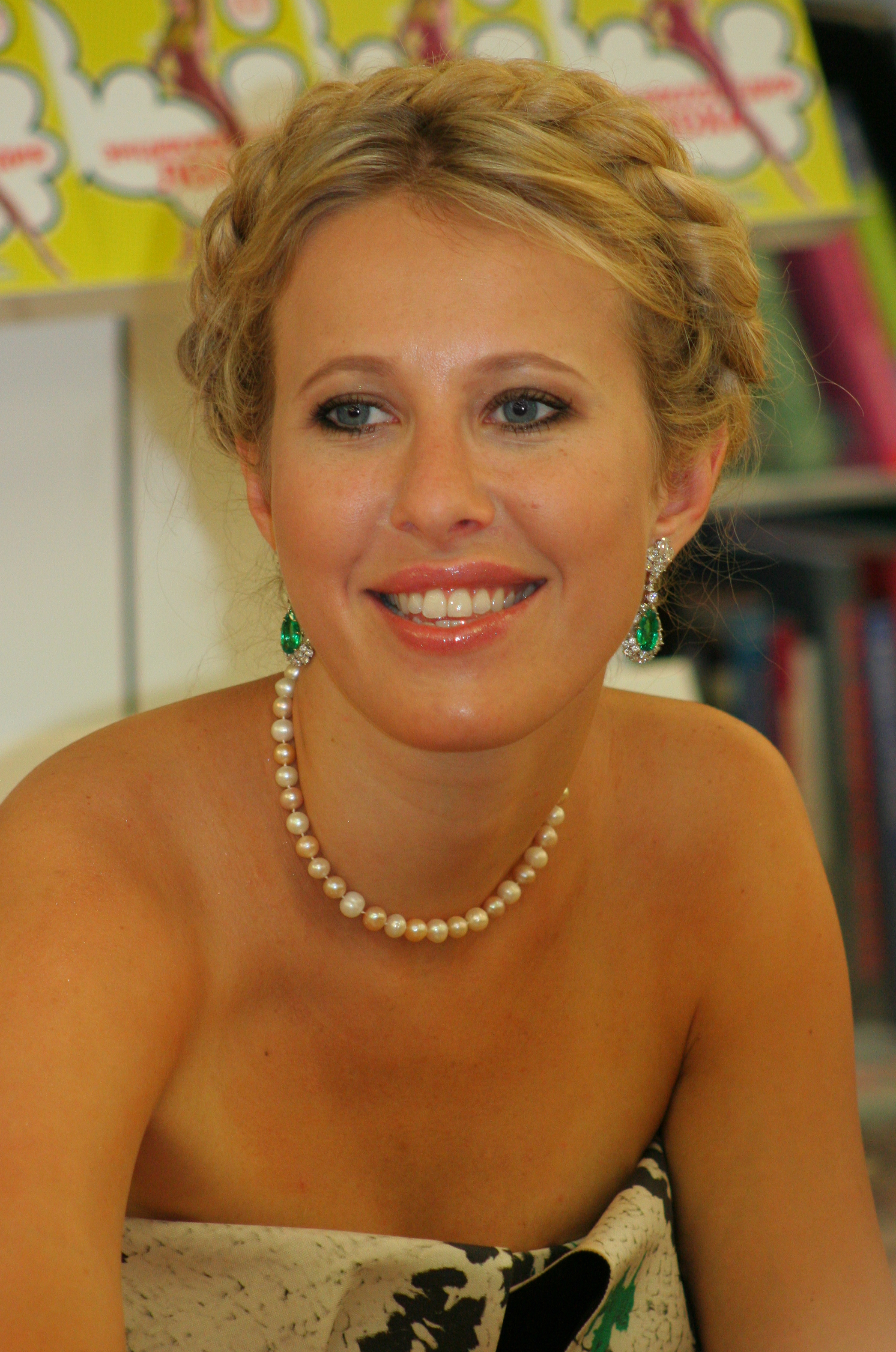
Sobchak em 2010, antes do seu envolvimento na política.

Sobchak ficou famosa em 2004, como anfitriã do reality show Dom-2. Ela deixou o show em 2012, porque a orientação baixa cultura do show tornou-se incongruente com seu ativismo político.
Em 2008-2010 Sobchak foi anfitriã dos reality shows Quem não quer ser um milionário?, Last Hero-6, e Doce vida de uma loira, Prêmios Myz-TV, e Duas estrelas.
Em 2010, Sobchak tornou-se apresentadora do programa de TV Liberdade de pensamento no canal estatal 5. No entanto, ela logo deixou o programa, pois, segundo ela, se transformou em uma discussão interminável sobre manutenção de serviços públicos.
Desde 2011 Sobchak é apresentadora do programa Sobchak Live no canal independente Dozhd (chuva).
Em 2012, ela apareceu na série de televisão Breve Guia Para Uma Vida Feliz.
Em 7 de setembro de 2012, a MTV Rússia lançou o talk show GosDep (Departamento de Estado) com Ksenia Sobchak. O show deveria cobrir questões sociais e políticas quentes. O primeiro episódio do programa, intitulado "Onde Putin está nos levando?", teve entrevistas destacadas com o chefe da Frente de Esquerda Sergei Udaltsov, membro do movimento "Solidarnost" (Solidariedade) Ilya Yashin, e a ativista ecológica Yevgeniya Chirikova. No entanto, o show foi prontamente encerrado após o primeiro episódio. O segundo episódio deveria contar com uma entrevista com o blogueiro anticorrupção Aleksey Navalny. Os representantes da MTV Rússia explicaram sua decisão de cancelar o show era a falta de interesse da audiência do canal sobre política.

### Filme
Sobchak atuou nas comédias Hitler goes Kaput!, Rzhevsky versus Napoleon, The Best Movie e Entropiya. Sobchak atuou no filme de 2004, Ladrões e Prostitutas.

### Música
Em 2007, Sobchak gravou a música 'Dance with me "Dance Comigo; em Português" (Потанцуй со мной)' com o rapper russo Timati, assim como um videoclipe. (Vídeo da Música 'Dance' com Ksenia Sobchak e Timati no YouTube). A mídia russa na época atribuiu uma relação entre Sobchak e Timati.
Sobchak havia posado para a capa do álbum This is Hardcore, da banda britânica Pulp. Lançado em 1998, o trabalho artístico do álbum foi produzido pelo artista John Currin. Perguntado sobre a capa, Sobchak disse: “As filmagens foram divertidas. Jarvis é muito legal, muito tímido.”

### Salário anual
De acordo com a revista Forbes, em 2017, Sobchak é a 10ª celebridade mais bem paga da Rússia, já que seu salário anual de seus trabalhos na mídia é de cerca de US$ 2,1 milhões por ano. Isto é baixo comparado ao seu ranking de 2015, quando ela era a 5ª celebridade mais bem paga da Rússia. Em 2011, sua renda foi de US$ 2,8 milhões por ano. A principal fonte dessa receita anual é de contratos de publicidade.

### Euroset
Foi relatado que Sobchak vendeu sua participação acionária na Euroset por $2,3 milhões em Dezembro de 2012.

### Outros
Em 28 de dezembro de 2008, Sobchak estava em um voo da Aeroflot de Moscou para Cidade Nova York, quando ela e outros passageiros determinaram que o piloto estava bêbado antes da decolagem. Sobchak usou seu status de socialite para ligar para os representantes da Aeroflot e remover o piloto da cabine.
Em 2009, a revista russa Tatler incluiu-a em uma lista das mulheres solteiras mais desejadas do país. A lista foi baseada na fortuna das mulheres e no status de celebridade. Ela é conhecida em toda a Rússia como uma socialite, anfitriã de TV e apresentadora. Sobchak era 'it girl' Nº1 da Rússia, uma analogia a Paris Hilton.

## Antecedentes políticos e atividades

### Antecentes

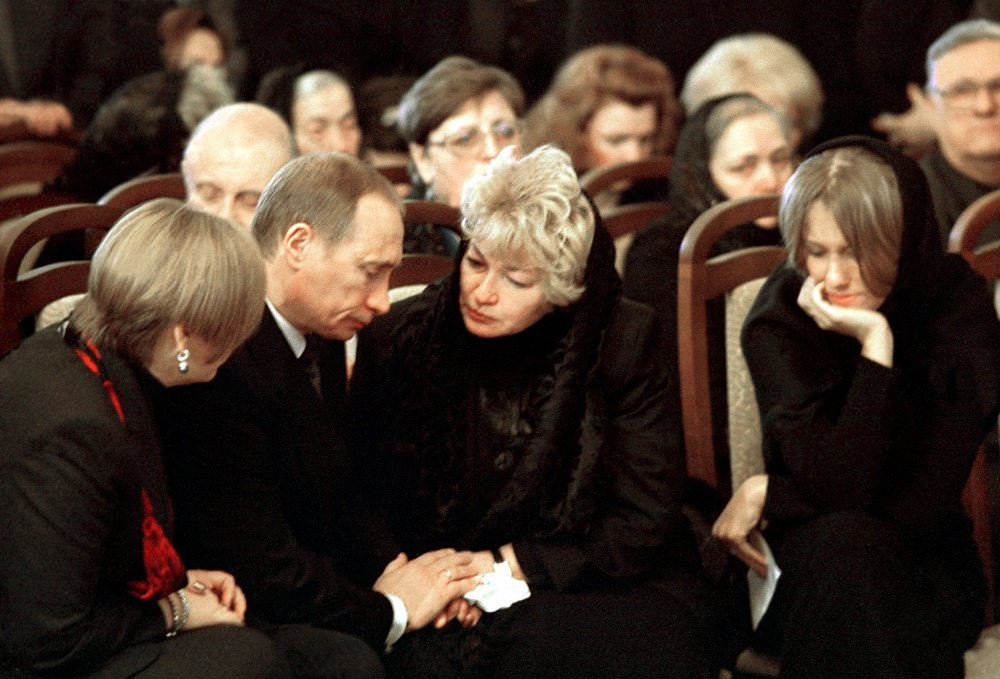
Lyudmila Putina, Vladimir Putin, Ludmila Narusova e Ksenia Sobchak (da esquerda para a direita) no funeral do antigo mentor de Putin, Anatoli Sobchak em 2000

O pai de Sobchak, Anatoli, fora professor de direito de Vladimir Putin e Dmitry Medvedev na Universidade Estadual de Leningrado. Ele construiu uma relação próxima com Putin, em particular, e em 1991, Anatoli ajudou a lançar a carreira de Putin na política quando ele era prefeito de São Petersburgo. Putin, em seguida, ajudou Anatoli a fugir da Rússia quando ele foi procurado por acusações de corrupção. De acordo com o Moscow News, "o afeto de Putin pela família Sobchak é amplamente acreditado para dar a Ksenia Sobchak um status de proteção, o que também pode explicar sua ousadia", como seu encontro em outubro de 2011 com Vasily Yakemenko, a polêmica líder do partido Movimento de juventude pro-Kremlin Nashi, quando ela repreendeu-o por comer em um restaurante caro em Moscou e publicou um vídeo do encontro na internet.

### Eleição presidencial russa de 2018

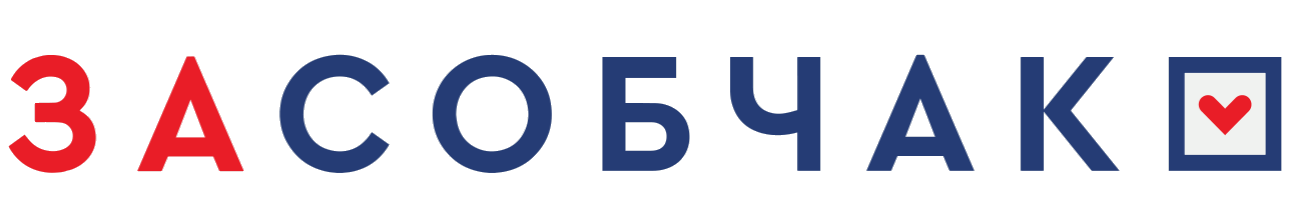
Logo de 2018 da Sobchak

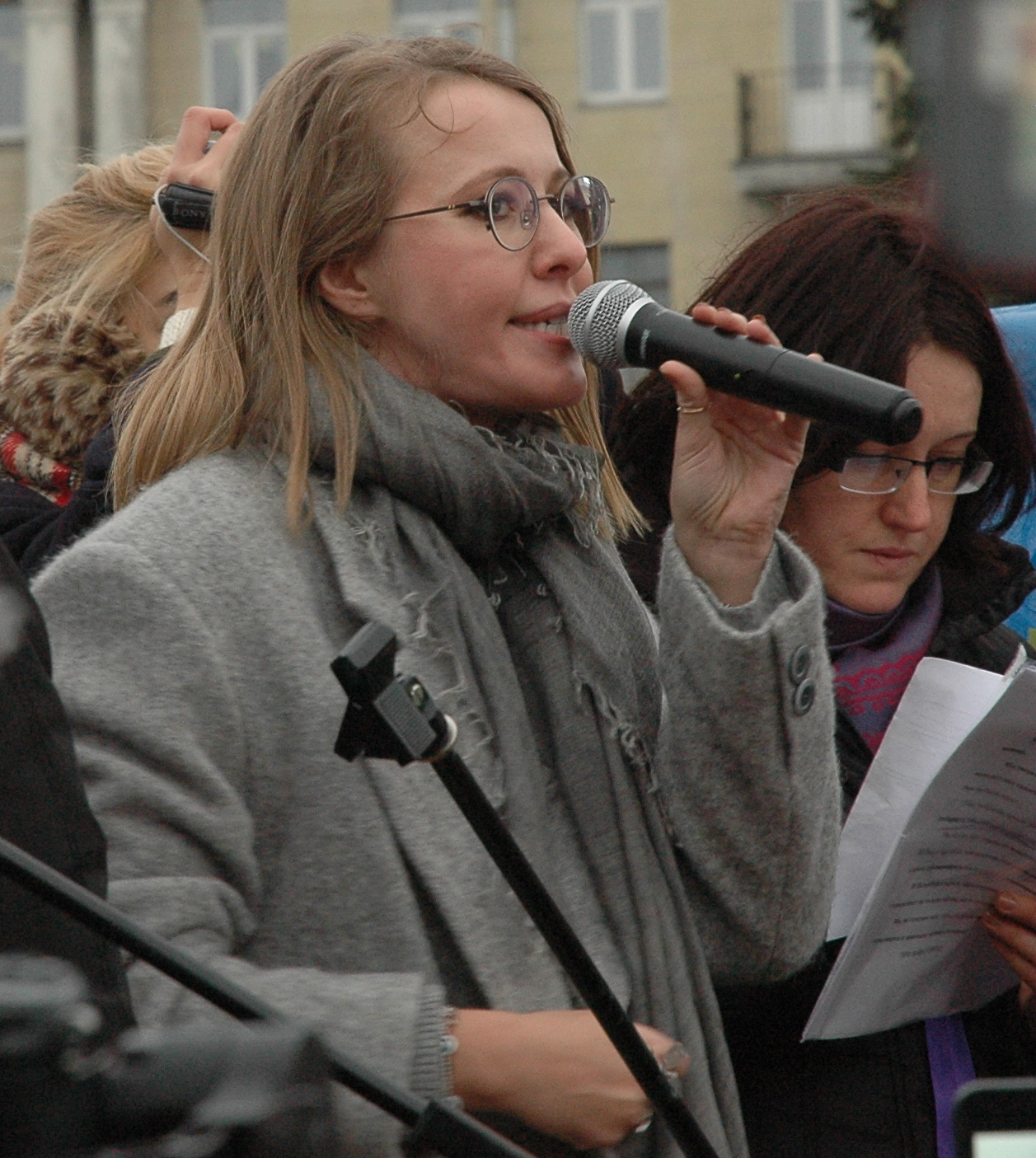
Ksenia Sobchak, durante a campanha eleitoral presidencial.

Antes do anúncio de sua intenção de entrar na corrida presidencial em 2018, Sobchak discutiu sua intenção pessoalmente com Putin. Ela disse: "Com Vladimir Vladimirovich, minha família tem sido associada a um grande negócio... então eu achei certo dizer que tomei essa decisão". Putin, ela disse, lhe disse que "toda pessoa tem o direito de tomar suas próprias decisões e ser responsável por elas".
Em setembro de 2017, antes de seu anúncio na corrida, Putin disse sobre as intenções presidenciais de Sobchak para uma conferência de imprensa na 9ª cúpula dos BRICS, que "Toda pessoa tem o direito de se indicar de acordo com a lei. E Ksenia Sobchak não é uma exceção. Respeito o pai dela, Anatoli Sobchak, acredito que ele era uma figura de destaque na história contemporânea russa, estou dizendo isso sem deixar vestígios de ironia. Ele era muito decente, desempenhou um grande papel em meu próprio destino. Mas quando se trata de concorrer à presidência, coisas de natureza pessoal não podem desempenhar nenhum papel significativo. Depende de qual proposta ela apresentará, se ela realmente concorrerá, e como ela construirá sua campanha presidencial ".
Sobchak citou os Dezembristas, aristocratas do século 19 que perderam seus palácios e foram condenados ao exílio por desafiar o poder supremo do tzar, como uma de suas inspirações. Alguns céticos acusam Sobchak de ser um peão de Putin inclinado a minar o candidato da oposição, Aleksei Navalny; o Kremlin costuma escolher um candidato liberal de alto nível para concorrer às eleições como parte de sua política de "democracia administrada", na qual Putin tenta controlar todo o processo. Outros céticos suspeitam que a candidatura de Sobchak é principalmente sobre a construção de sua marca. Sobchak não acreditava que ela poderia ganhar contra Putin em 2018, mas afirmou que ela está no longo prazo: "Claro que eu quero ser presidente, eu quero ganhar, mas também quero ser sincera. Em um sistema criado por Putin, só é possível para Putin vencer. Eu sou realista sobre quem se tornará o presidente". Sob a lei russa atual, Putin pode não concorrer ao cargo de presidente pelo terceiro mandato consecutivo em 2024, assim como foi impedido de concorrer ao cargo em 2008.
Em 15 de março de 2018, Sobchak e Dmitry Gudkov anunciaram a criação de um novo partido, chamado Partido das Mudanças, com base no Partido Iniciativa Cívica. O objetivo do partido era "devolver a nossa liberdade e a tua liberdade". Sobchak obteve 1,68% dos votos nas eleições presidenciais de 2018.

## Opinião política

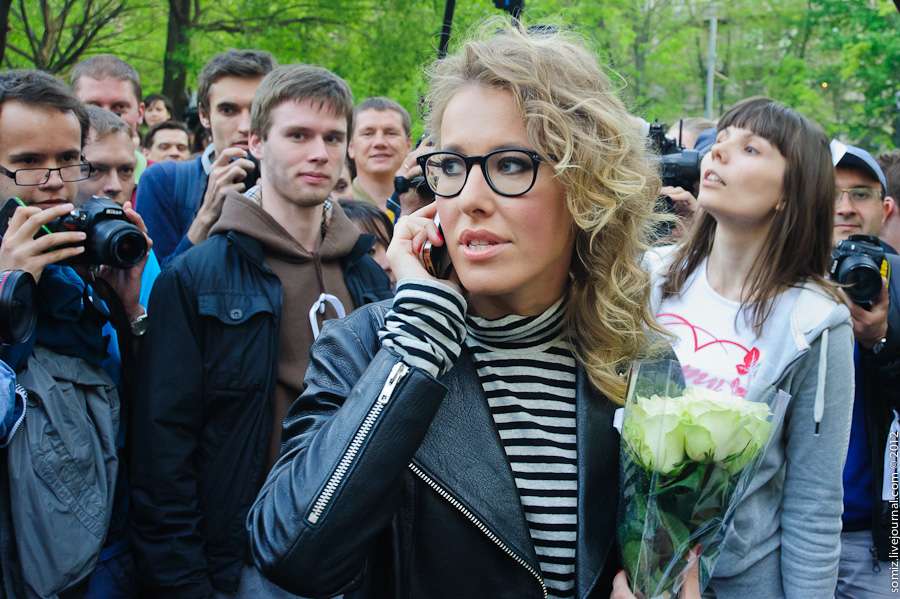
Sobchak em uma manifestação em Moscou em maio de 2012

Hoje, Sobchak critica as políticas de Putin. Embora ela diga que votou "felizmente" em Putin no passado, quando era mais jovem, mas não fará mais isso. Na eleição presidencial russa de 2012, Sobchak diz que votou em Mikhail Prokhorov.
Após as eleições parlamentares realizadas em 4 de dezembro de 2011, que são conhecidas pelo grande número de alegados relatórios de fraude, Sobchak juntou-se aos comícios de protesto realizados na Rússia como uma resposta às supostas fraudes eleitorais. Ela também participou da campanha contra a reeleição de Putin, trabalhando como observadora durante as eleições presidenciais realizadas em 4 de março de 2012. Ela foi um dos participantes de protesto russos alvos do Comitê de Investigação da Rússia em 12 de junho de 2012, quando seu apartamento em Moscou foi invadido e investigado.
Em 18 de outubro de 2017, ela declarou sua candidatura à presidência da Rússia. Em suas declarações de campanha, ela se descreveu como alguém "fora da ideologia" e prometeu nunca criticar pessoalmente Vladimir Putin porque ele tinha ligações pessoais com o pai dela.

### Opiniões econômicas (Privatização)
Sobchak é uma defensora do capitalismo de livre mercado e da privatização. Delineando suas opiniões econômicas, ela escreve:
"Rússia é um país de economia livre com um forte setor estatal. Todas as grandes corporações estatais devem ser privatizadas com restrições antitruste. O Estado não deve controlar nenhum setor da economia, a participação do Estado nas empresas e indústrias deve limitar-se a desmantelar os monopólios. A propriedade privada deve ser protegida por lei, a revisão de qualquer propriedade e a nacionalização são possíveis apenas numa base reembolsável, com base em avaliações de mercados independentes. A reforma da legislação e práticas tributárias e regulatórias deve estimular o desenvolvimento do empreendedorismo privado, das pequenas e médias empresas, do desenvolvimento tecnológico e inovador das empresas, da educação. A lista de agências licenciadas da economia deve ser significativamente reduzida."

### Opiniões sobre patriotismo e nacionalismo
Sobchak se descreve como patriota e nacionalista. No entanto, ela acredita que grande parte do patriotismo na Rússia hoje é artificial. Ela escreve, contrastando patriotismo desfavoravelmente com a situação em Israel:
"Israel, na minha opinião, é um hino ao poder do espírito humano... Patriotismo, não imposto de cima para baixo, mas nascido dentro de uma pessoa. E isso é outra coisa incrível. Este sentido da importância da sua vida para o Estado [em Israel] é criado por muitos mais pequenos, como se fossem ações imperceptíveis... E estes pequenos detalhes são muito mais valiosos do que todos os discursos para animar o espírito no Dia de Maio e no Dia da Vitória. E eu sento, ouço e me sinto amarga pelo fato de que meu país não é tudo isso".

### Opiniões sobre o feminismo
Sobchak se descreve como feminista. Em seu manifesto, ela ridiculariza a falta de representação feminina na indústria e na política.
"Quase 500 profissões pesadas na Rússia são oficialmente fechadas para mulheres. Mas entre todas as outras - o salário de uma mulher é quase 30% menor do que o de um homem. Entre as empresas mais importantes do país, as mulheres lideram apenas cerca de 5%. Em todo caso, metade da população do país merece uma voz feminina pela primeira vez em 14 anos nesses supostos jogos masculinos”.

### Sobre o status da Crimeia
Ksenia Sobchak é de opinião que, tendo anexado a Crimeia da Ucrânia em 2014, a Rússia violou o Memorando de Budapeste de 1994; Em 24 de outubro de 2017, afirmou que "nos termos destes acordos, concordamos que a Crimeia é ucraniana, o que é mais importante para mim". Sobchak salientou que ela não considerou o problema com a Crimeia resolvido. "Eu acredito que essas coisas precisam ser discutidas, é muito importante discuti-las....procure por algumas saídas." Ela também acrescentou que "a coisa mais importante que a Rússia e a Ucrânia devem fazer agora é restaurar nossa amizade a qualquer custo". Simultaneamente, ela sugeriu realizar um novo referendo sobre o status da Crimeia após "uma campanha ampla e igualitária". Em dezembro de 2017, Sobchak afirmou que uma retirada incondicional da Rússia da Crimeia levaria a uma guerra civil na Rússia.

### Outras opiniões
Sobchak disse que se ela se tornar presidente, ela removerá o corpo de Vladimir Lenin da Praça Vermelha, já que, em sua opinião, isso é um indicador de um "modo de vida medieval no país... então o cadáver de Lenin deve ser removido da Praça Vermelha." A proposta de Sobchak levou a críticas generalizadas, com Gennady Zyuganov afirmando: "É trágico para o país quando Ksenia e afins parecem, que não respeitam a vontade de um grande país".

## Vida pessoal
Sobchak é casada com Maksim Vitorgan, nascido em 10 de setembro de 1972 em Moscou, RSFSR, URSS como Maksim Emmanuilovich Vitorgan. Ele é um ator, conhecido por Möbius (2013), Bite the Dust (2013) e Dreamfish (2016). Os dois se casaram em 1 de fevereiro de 2013. Juntos, eles têm um filho chamado Platon, nascido em 18 de novembro de 2016.

Em 2015, Sobchak disse que se houvesse alguma possibilidade de perseguição política contra ela, ela pensaria em emigrar para Londres ou obter um passaporte israelense. 
"Eu sou uma grande patriota. Eu realmente amo meu trabalho, a cidade, meus amigos. E se a guerra for amanhã, então o lugar para emigração terá que ser um lugar de falantes russos. Eu tenho que trabalhar em russo."